# Монастирське (озеро)
Монастирське озеро — озеро, розташоване на території Новозаводського району Чернігівської міськради (Чернігівська область, Україна). Тип загальної мінералізації — прісне. Походження — річкове (заплавне). Група гідрологічного режиму — стічний.

## Географія
Довжина — 1,2 км. Ширина: середня — 0,07 км, найбільша — 0,1 км.
Озеро розташоване в заплаві (правий берег) Десни: на півдні Новозаводського району Чернігівської міськради, на захід від проспекту Миру. Озерна улоговина зігнутої форми (як літера «С»). У період повені з'єднується протоками з озерами. Північний край озера дуже заростає. На заході прилягають садово-дачні ділянки, на півночі — заповідне урочище Святе.
Береги пологі. Береги заростають прибережною рослинністю (очерет звичайний), а водне плесо — водною (кушир занурений, глечики жовті, види роду рдесник). Береги частково займають насадження дерев листяних порід. Краї улоговини переходять у водно-болотні ділянки.
Живлення: дощове та ґрунтове, частково завдяки сполученню з Десною. Взимку замерзає.